# (5070) Arai
Pour les articles homonymes, voir Arai (homonymie).
(5070) Arai est un astéroïde de la ceinture principale.

## Description
(5070) Arai est un astéroïde de la ceinture principale. Il fut découvert le 9 décembre 1991 à Kushiro par Seiji Ueda et Hiroshi Kaneda. Il présente une orbite caractérisée par un demi-grand axe de 3,11 UA, une excentricité de 0,07 et une inclinaison de 6,0° par rapport à l'écliptique.

## Compléments